# اسمورف‌ها ۲
اسمورف‌ها ۲ (به انگلیسی: The Smurfs 2) یک پویانمایی رایانه‌ای سه‌بعدی محصول سال ۲۰۱۳ آمریکا و به سبک طنز خانوادگی است که دنبالهٔ فیلم اسمورف‌ها (۲۰۱۱) می‌باشد. به تفسیر کتاب کمیک «اسمورف‌ها» ساخت پیو هنرمند بلژیکی، پس از نخستین فیلم با عنوان اسمورف‌ها، دومین فیلم از سه‌گانه اسمورف‌ها، به تولید سونی پیکچرز انیمیشن و به نشر کلمبیا پیکچرز است.
این فیلم باری دیگر به کارگردانی راجا گاسنل، همراه با تمام بازیگران نسخه پیشین است. کریستینا ریچی و جی. بی اسموو عضو گروه شرورها می‌باشند و برندن گلیسون در نقش ناپدری پاتریک وینسلو است. این فیلم در ۳۱ ژوئیه ۲۰۱۳ منتشر شد.

## داستان
گارگامِل هاکوس و وکسی را که یک زوج هستند به وجود می‌آورد که موجوداتی اسمورف مانند هستند و شرورها نامیده می‌شوند و مأموریت آن‌ها بدست آوردن گوهر جادویی اسمورف‌ها است…

## هنروران
- هانک آزاریا در نقش گارگامل
- نیل پاتریک هریس در نقش پاتریک وینسلو
- جیما مایز در نقش گریس وینسلو
- سوفیا ورگارا در نقش اُدیله آنجلو
- برندن گلیسون در نقش ویکتور دویل، پدرخواندهٔ پاتریک
- نانسی اودل در نقش خودش (در یک مصاحبهٔ تلویزیونی)

صداپیشگان
- جاناتان وینترز در نقش بابا اسمورف (Papa Smurf)
- کیتی پری در نقش اسمورف مو طلا (Smurfette)
- فرد ارمیسن در نقش اسمورف باهوش (Brainy Smurf)
- الن کامینگ در نقش اسمورف شجاع (Gutsy Smurf)
- آنتون یلچین در نقش اسمورف دست و پا چلفتی (Clumsy Smurf)
- جرج لوپز در نقش اسمورف بداخلاق (Grouchy Smurf)
- جان الیور در نقش اسمورف مغرور (Vanity Smurf)
- کریستینا ریچی در نقش وکسی، یک اسمورف مانند باهوش و بازیگوش از گروه شرورها
- جی. بی اسموو در نقش هاکوس، یک اسمورف مانند خنده‌دار و چاق از گروه شرورها

## مراحل تولید
۹ اوت ۲۰۱۱، استودیو سونی پیکچرز انیمیشن تاریخ انتشار دنباله انیمیشن را در ۲ اوت ۲۰۱۳ مشخص کرد؛ که بعد به ۳۱ ژوئیه ۲۰۱۳ تغییر تاریخ پیدا کرد (یعنی دو سال و دو روز پس از انتشار اولین نسخه). راجا گاسنل کارگردان و جوردن کِرنر تهیه‌کنندهٔ فیلم باز خواهند گشت. کیتی پری در جشنواره ۲۰۱۲ برگزیدگان کودک و نوجوان بخاطر رول اسمورف موطلایی جایزه گرفت. سونی در اوایل سال ۲۰۱۱ با نویسندگان فیلم یعنی: David Stem, David N. Weiss, Jay Scherick و David Ronn شروع به کار بر روی دنبالهٔ فیلم نمود. در اوایل اوت ۲۰۱۱ نخستین پیش‌نویس فیلمنامه تکمیل شد. فیلمبرداری در مونترآل، کانادا انجام شد.